# Чиверс, Джерри
Дже́ральд Майкл Чи́верс (англ. Gerald Michael Cheevers; род. 7 декабря 1940, Сент-Катаринс, Онтарио) — канадский хоккеист и тренер, играл на позиции вратаря. В качестве игрока — двукратный обладатель Кубка Стэнли в составе «Бостон Брюинз» (1970, 1972).

## Карьера

### Игровая карьера
На юниорском и молодёжном уровнях играл за команду «Сент-Майкл Мэджорс», став с 1959 по 1961 годы основным вратарём команды и войдя при этом по итогам сезона 1960/61 во Вторую команду звёзд Онтарио. По окончании сезона стал игроком клуба НХЛ «Торонто Мейпл Лифс», за который сыграл две игры, играя следующие четыре сезона за ряд фарм-клубов, в частности за «Рочестер Американс» и «Садбери Вулвз», в которых прошла большая часть его карьеры.
По итогам сезона 1964/65 получил награду Гарри (Хэп) Холмс Мемориал Эворд, как самый надёжный вратарь АХЛ и его выкупил «Бостон Брюинз». Он был отправлен в фарм-клуб команды «Оклахома-Сити Блаззерс», где отыграл почти два сезона, играя также и за «Брюинз». С сезона 1967/68 он стал основным вратарём «Брюинз» на следующие пять сезонов, с которыми были связаны две победы в Кубках Стэнли в 1970 и 1972 годах и уникальный рекорд НХЛ (32 игры без поражений подряд).
По окончании сезона 1971/72 перешёл в клуб ВХА «Кливленд Крусайдерс», за который играл в течение трёх с половиной сезонов и при этом получив по итогам первого сезона приз как Лучшему вратарю лиги. По ходу сезона 1975/76 он вернулся в «Брюинз», за который играл четыре с половиной сезона, при этом три из них в качестве основного вратаря, завершив карьеру по окончании сезона 1979/80.
Был основным вратарём в составе сборной Канады на Суперсерии 1974 года против сборной СССР, где сыграл в 7 из 8 матчах серии.

### Тренерская карьера
С 1980 по 1985 годы был главным тренером «Брюинз», а с 1995 по 2006 годы входил в скаутский кабинет команды.

## Маска Джерри Чиверса

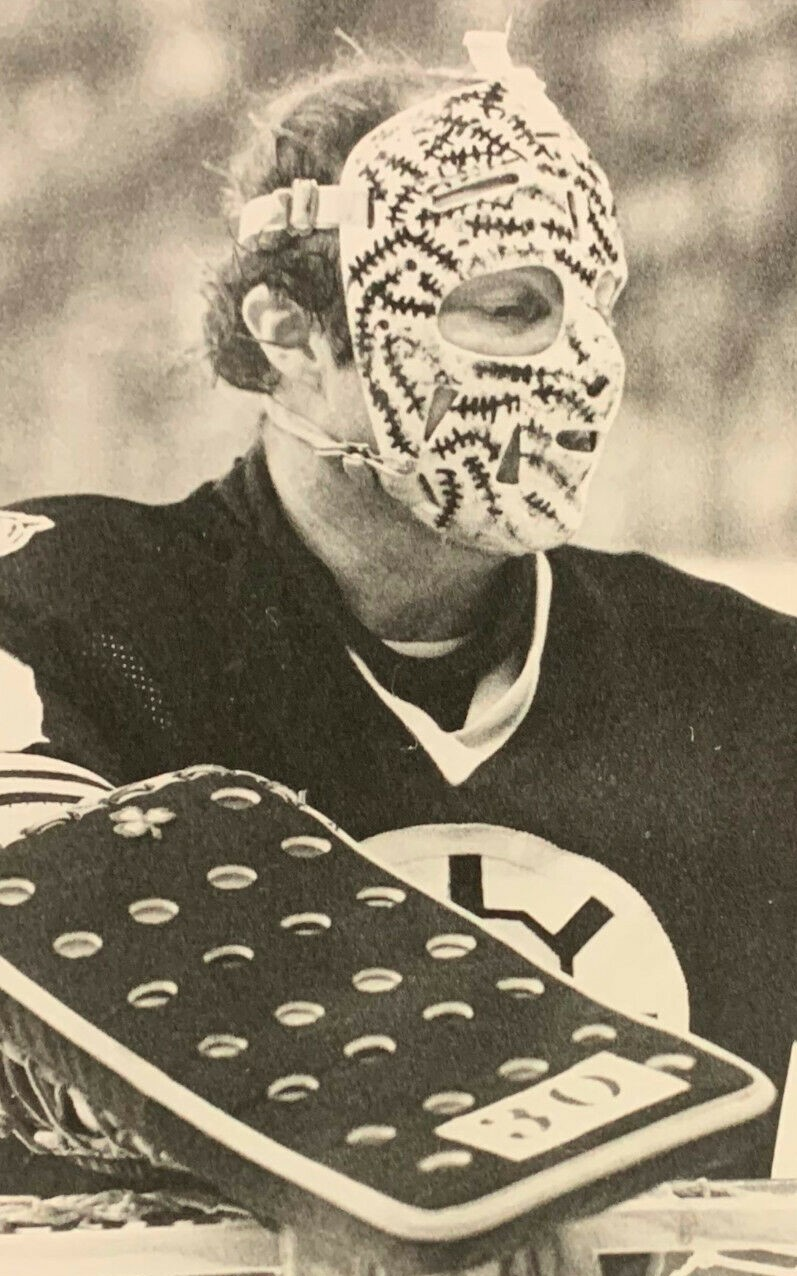
Фотография Чиверса в маске

Первым среди вратарей стал украшать защитную маску различными узорами. Когда на одной из тренировок шайба попала ему в маску, он ушёл в раздевалку. Главный тренер команды Гарри Синден, отправившись за ним, увидел его пьющим кока-колу и закуривающим сигару и потребовал его возвращения на лёд. Чиверс нарисовал на маске рисунки в виде чёрных швов в том месте, куда попала шайба, и вернулся на тренировку. В дальнейшем он продолжил изображать рисунки в виде швов, когда шайба попадала в маску. Как позднее говорил Чиверс, маска спасла его от более чем 150 настоящих швов.
В дальнейшем многие вратари стали наносить различные декоративные узоры на маски или шлемы, но маска Чиверса стала уникальной по своим узорам, поскольку на ней практически не было свободного места, где бы не был нарисован шов.

## Признание
В 1985 году вошёл в Зал хоккейной славы.